# Parachironomus pararostratus
Parachironomus pararostratus är en tvåvingeart som först beskrevs av Harnisch 1923.  Parachironomus pararostratus ingår i släktet Parachironomus och familjen fjädermyggor. Inga underarter finns listade i Catalogue of Life.